# Brachodes arenosa
Brachodes arenosa is een vlinder uit de familie Brachodidae. De wetenschappelijke naam van de soort is voor het eerst geldig gepubliceerd in 1979 door Zagulajev.